# Artemisia tripartita
Artemisia tripartita là một loài thực vật có hoa trong họ Cúc. Loài này được (Nutt.) Rydb. mô tả khoa học đầu tiên năm 1900.